# Équipe du Sri Lanka féminine de football
Cet article traite de l'équipe féminine. Pour l'équipe masculine, voir Équipe du Sri Lanka de football.
Maillots
L'équipe du Sri Lanka féminine de football est l'équipe nationale qui représente le Sri Lanka dans les compétitions internationales de football féminin. Elle est gérée par la Fédération du Sri Lanka de football.
Les Sri Lankaises n'ont jamais disputé de phase finale de compétition majeure, que ce soit la Coupe d'Asie, la Coupe du monde ou les Jeux olympiques.

## Classement FIFA
| Année              | 2010 | 2011 | 2012 | 2013 | 2014 | 2015 | 2016 | 2017 | 2018 | 2019 | 2020 | 2021 | 2022 | 2023 | 2024 |
| ------------------ | ---- | ---- | ---- | ---- | ---- | ---- | ---- | ---- | ---- | ---- | ---- | ---- | ---- | ---- | ---- |
| Classement mondial | 128  | 123  | 115  | 101  | 117  | 124  | 115  | 101  | 153  | 136  | 127  | 149  | 155  | 157  | 158  |

## Palmarès
Le palmarès du Sri Lanka est vierge.

### Parcours enCoupe du monde
- 1991 à 2011 : Équipe inexistante
- 2015 à 2023 : Non inscrit
- 2027 : Tour préliminaire
- 2031 : À venir
- 2035 : À venir

### Parcours enCoupe d'Asie
- 1975 à 2010 : Équipe inexistante
- 2014 : Non inscrit
- 2018 : Non inscrit
- 2022 : Non inscrit
- 2026 : Tour préliminaire
- 2029 : À venir

### Parcours enChampionnat d'Asie du Sud
- 2010 : 1er tour
- 2012 : Demi-finale
- 2014 : Demi-finale
- 2016 : 1er tour
- 2019 : Demi-finale
- 2022 : 1er tour
- 2024 : 1er tour

### Parcours aux Jeux d'Asie du Sud
- 2010 : 5e
- 2016 : 5e

## Matchs du Sri Lanka

### Match par adversaire
| Date              | Lieu                   | Équipe    | Résultat                       | Adversaire      |
| ----------------- | ---------------------- | --------- | ------------------------------ | --------------- |
| 29 janvier 2010   | Dacca Bangladesh       | Sri Lanka | 1-8                            | Inde            |
| 31 janvier 2010   | Dacca Bangladesh       | Sri Lanka | 0-2                            | Bangladesh      |
| 2 février 2010    | Dacca Bangladesh       | Sri Lanka | 0-8                            | Népal           |
| 4 février 2010    | Dacca Bangladesh       | Sri Lanka | (0-3 par forfait du Sri Lanka) | Pakistan        |
| 5 novembre 2010   | Kalutara Sri Lanka     | Sri Lanka | 2-0                            | Maldives        |
| 7 novembre 2010   | Baddagana Sri Lanka    | Sri Lanka | 3-0                            | Maldives        |
| 13 décembre 2010  | Cox's Bazar Bangladesh | Sri Lanka | 0-2                            | Bangladesh      |
| 15 décembre 2010  | Cox's Bazar Bangladesh | Sri Lanka | 0-7                            | Inde            |
| 17 décembre 2010  | Cox's Bazar Bangladesh | Sri Lanka | 1-1                            | Bhoutan         |
| 7 septembre 2012  | Colombo Sri Lanka      | Sri Lanka | 4-0                            | Bhoutan         |
| 9 septembre 2012  | Colombo Sri Lanka      | Sri Lanka | 0-5                            | Inde            |
| 11 septembre 2012 | Colombo Sri Lanka      | Sri Lanka | 2-1                            | Bangladesh      |
| 14 septembre 2012 | Colombo Sri Lanka      | Sri Lanka | 0-3                            | Népal           |
| 11 novembre 2014  | Islamabad Pakistan     | Sri Lanka | 2-1                            | Pakistan        |
| 14 novembre 2014  | Islamabad Pakistan     | Sri Lanka | 3-0                            | Bhoutan         |
| 16 novembre 2014  | Islamabad Pakistan     | Sri Lanka | 0-3                            | Népal           |
| 19 novembre 2014  | Islamabad Pakistan     | Sri Lanka | 0-5                            | Inde            |
| 11 mars 2015      | Mandalay Birmanie      | Sri Lanka | 0-16                           | Birmanie        |
| 13 mars 2015      | Mandalay Birmanie      | Sri Lanka | 0-4                            | Inde            |
| 29 janvier 2016   | Singapour              | Sri Lanka | 1-0                            | Singapour       |
| 7 février 2016    | Shillong Inde          | Sri Lanka | 1-2                            | Bangladesh      |
| 9 février 2016    | Shillong Inde          | Sri Lanka | 0-5                            | Inde            |
| 11 février 2016   | Shillong Inde          | Sri Lanka | 1-2                            | Maldives        |
| 13 février 2016   | Shillong Inde          | Sri Lanka | 0-4                            | Népal           |
| 26 décembre 2016  | siliguri Inde          | Sri Lanka | 2-5                            | Maldives        |
| 28 décembre 2016  | siliguri Inde          | Sri Lanka | 2-0                            | Bhoutan         |
| 30 décembre 2016  | siliguri Inde          | Sri Lanka | 0-1                            | Népal           |
| 17 décembre 2018  | Manama Bahreïn         | Sri Lanka | 0-5                            | Bahreïn         |
| 20 décembre 2018  | Manama Bahreïn         | Sri Lanka | 0-2                            | Bahreïn         |
| 23 décembre 2018  | Manama Bahreïn         | Sri Lanka | 1-2                            | Bahreïn         |
| 15 mars 2019      | Biratnagar Népal       | Sri Lanka | 2-0                            | Maldives        |
| 17 mars 2019      | Biratnagar Népal       | Sri Lanka | 0-5                            | Inde            |
| 20 mars 2019      | Biratnagar Népal       | Sri Lanka | 0-4                            | Népal           |
| 3 décembre 2019   | Pokhara Népal          | Sri Lanka | 0-1                            | Népal           |
| 5 décembre 2019   | Pokhara Népal          | Sri Lanka | 0-6                            | Inde            |
| 7 décembre 2019   | Pokhara Népal          | Sri Lanka | 1-2                            | Maldives        |
| 9 septembre 2022  | Katmandou Népal        | Sri Lanka | 0-5                            | Bhoutan         |
| 12 septembre 2022 | Katmandou Népal        | Sri Lanka | 0-6                            | Népal           |
| 18 octobre 2024   | Katmandou Népal        | Sri Lanka | 1-0                            | Maldives        |
| 21 octobre 2024   | Katmandou Népal        | Sri Lanka | 1-4                            | Bhoutan         |
| 24 octobre 2024   | Katmandou Népal        | Sri Lanka | 0-6                            | Népal           |
| 5 avril 2025      | Khobar Arabie saoudite | Sri Lanka | 0-2                            | Arabie saoudite |
| 29 juin 2025      | Tachkent Ouzbékistan   | Sri Lanka | 0-10                           | Ouzbékistan     |
| 2 juillet 2025    | Tachkent Ouzbékistan   | Sri Lanka | 0-8                            | Népal           |
| 5 juillet 2025    | Tachkent Ouzbékistan   | Sri Lanka | 0-2                            | Laos            |

### Nations rencontrées
| Adversaire      | Joués | Victoires | Matchs nuls | Défaites | Buts pour | Buts contre |
| --------------- | ----- | --------- | ----------- | -------- | --------- | ----------- |
| Arabie saoudite | 1     | 0         | 0           | 1        | 0         | 2           |
| Bahreïn         | 3     | 0         | 0           | 3        | 1         | 9           |
| Bangladesh      | 4     | 1         | 0           | 3        | 3         | 7           |
| Bhoutan         | 6     | 3         | 1           | 2        | 11        | 10          |
| Birmanie        | 1     | 0         | 0           | 1        | 0         | 16          |
| Inde            | 8     | 0         | 0           | 8        | 1         | 45          |
| Laos            | 1     | 0         | 0           | 1        | 0         | 2           |
| Maldives        | 7     | 4         | 0           | 3        | 12        | 9           |
| Népal           | 10    | 0         | 0           | 10       | 0         | 44          |
| Ouzbékistan     | 1     | 0         | 0           | 1        | 0         | 10          |
| Pakistan        | 2     | 1         | 0           | 1        | 2         | 4           |
| Singapour       | 1     | 1         | 0           | 0        | 1         | 0           |

### Bilan
| Rang | Équipe    | Pts | J  | G  | N | P  | Bp | Bc  | Diff |
| ---- | --------- | --- | -- | -- | - | -- | -- | --- | ---- |
| #    | Sri Lanka | 31  | 45 | 10 | 1 | 34 | 31 | 158 | -127 |

### Les 6 meilleures buteuses
| Rang | Joueur            | Buts | Sél. | Première sélection | Dernière sélection |
| ---- | ----------------- | ---- | ---- | ------------------ | ------------------ |
| 1    | Erandi Kumudumala | 5    | 10   | 2012               | 2014               |
| 2    | Praveena Perera   | 3    | 10   | 2012               | 2014               |
| 3    | Achala Chitrani   | 2    | 8    | 2012               | 2014               |
| 3    | Hasara Dilrangi   | 2    | 8    | 2012               | 2014               |
| 5    | Nilushika Kumari  | 1    | 8    | 2012               | 2014               |
| 5    | Ishara Madushani  | 1    | 8    | 2012               | 2014               |

## Sélectionneurs de l'équipe du Sri Lanka depuis 2010
Mis à jour le 28 novembre 2015.
| Sélectionneur      | Période       | Matchs | Gagnés | Nuls | Perdus | Gagnés % |
| ------------------ | ------------- | ------ | ------ | ---- | ------ | -------- |
| Chaminda Neil      | 2010          | 9      | 2      | 1    | 6      | 22,22    |
| Mahinda Galagedara | 2012          | 4      | 2      | 0    | 2      | 50       |
| Thilak Alponsu     | 2014          | 4      | 2      | 0    | 2      | 50       |
| Chikashi Suzuki    | 2015-2016     | 7      | 1      | 0    | 6      | 11.11    |
| Ratnam Jusmin      | 2016-2017     | 3      | 1      | 0    | 2      | 33.33    |
| A. Rohan Thilak    | 2018-en cours | 0      | 0      | 0    | 0      | 0        |
| Totals             | Totals        | 27     | 7      | 1    | 18     | 25.92    |